# オズボーン・ハウス

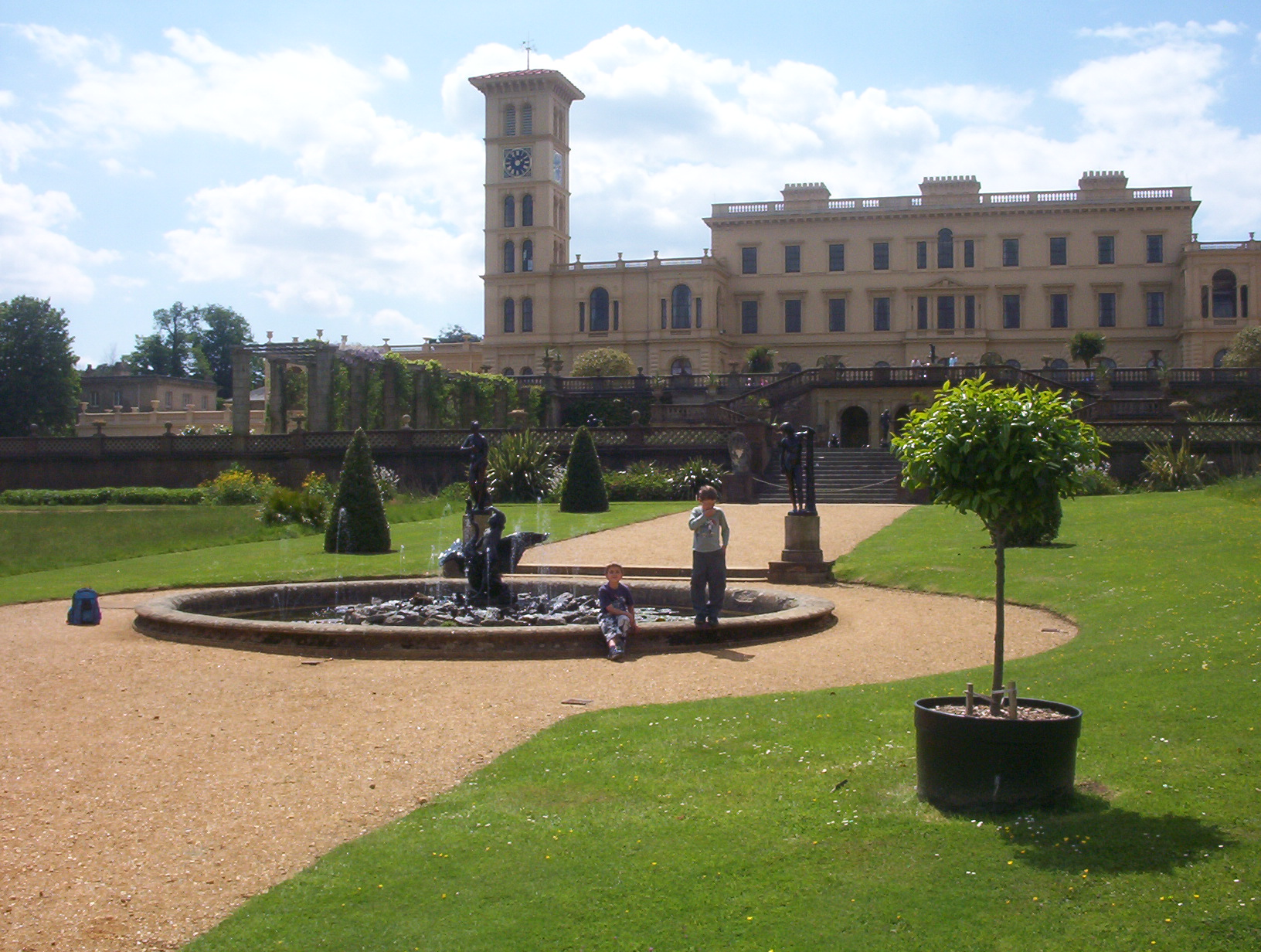
オズボーン・ハウス

オズボーン・ハウス （Osborne House）は、イギリス・ワイト島にあるかつてのイギリス王室の離宮。

## 歴史
オズボーン・ハウスは、1845年から1851年の間に、イギリス女王ヴィクトリアと王配アルバートのために建てられた。設計はアルバート公自身がした。建築家は、バッキンガム宮殿のメイン・ファサードを建てたトーマス・キュビットである。以前にこの場所にあった小さな家は荒廃していた。
オズボーン・ハウスの構造は、2つのカンパニエーレのあるイタリア・ルネサンス建築の宮殿を基礎としている。
建物は、パヴィリオンと呼ばれる四角い原型翼から成る。これには王室の居住部分が含まれる。主翼は家政部門と拝謁の間が後に付け加えられた。ダーバー翼は最後に付け加えられたもので、1891年完成である。元々の建物には広い部屋がいくつもあり、大広間は新翼にある。1階にはダーバーの間があり、この装飾のためにわざわざイギリスへ連れてこられたインド人の職人の手による、インド風の装飾が施されている。これは広い公式の間、舞踏室として使われた。2階は、ヴィクトリア女王夫妻の末娘ベアトリス一家のためだけに使われていた。ベアトリスは終生母親のそば近くにいた愛娘であった。
オズボーン・ハウスのインドとの関係には、インドの人と風景を描いた絵画コレクションが含まれている。これらはヴィクトリアの要請でオーストリア人画家ルドルフ・スウォボダが描いた。スウォボダは、この依頼のためだけにインドを訪問し、現地で描いたりイギリスを訪問してインドでの暮らしを描いたという。().
オズボーン・ハウスはヴィクトリアの気に入りの離宮で、毎夏の数か月をここで過ごすのだった。彼女の子供たちにとっても慣れ親しんだ場所だった。敷地には、スイス・コテージと名付けられた、女王の子供たち用のミニチュアの精巧な家が建てられていた。また、隣接した庭園もあった。

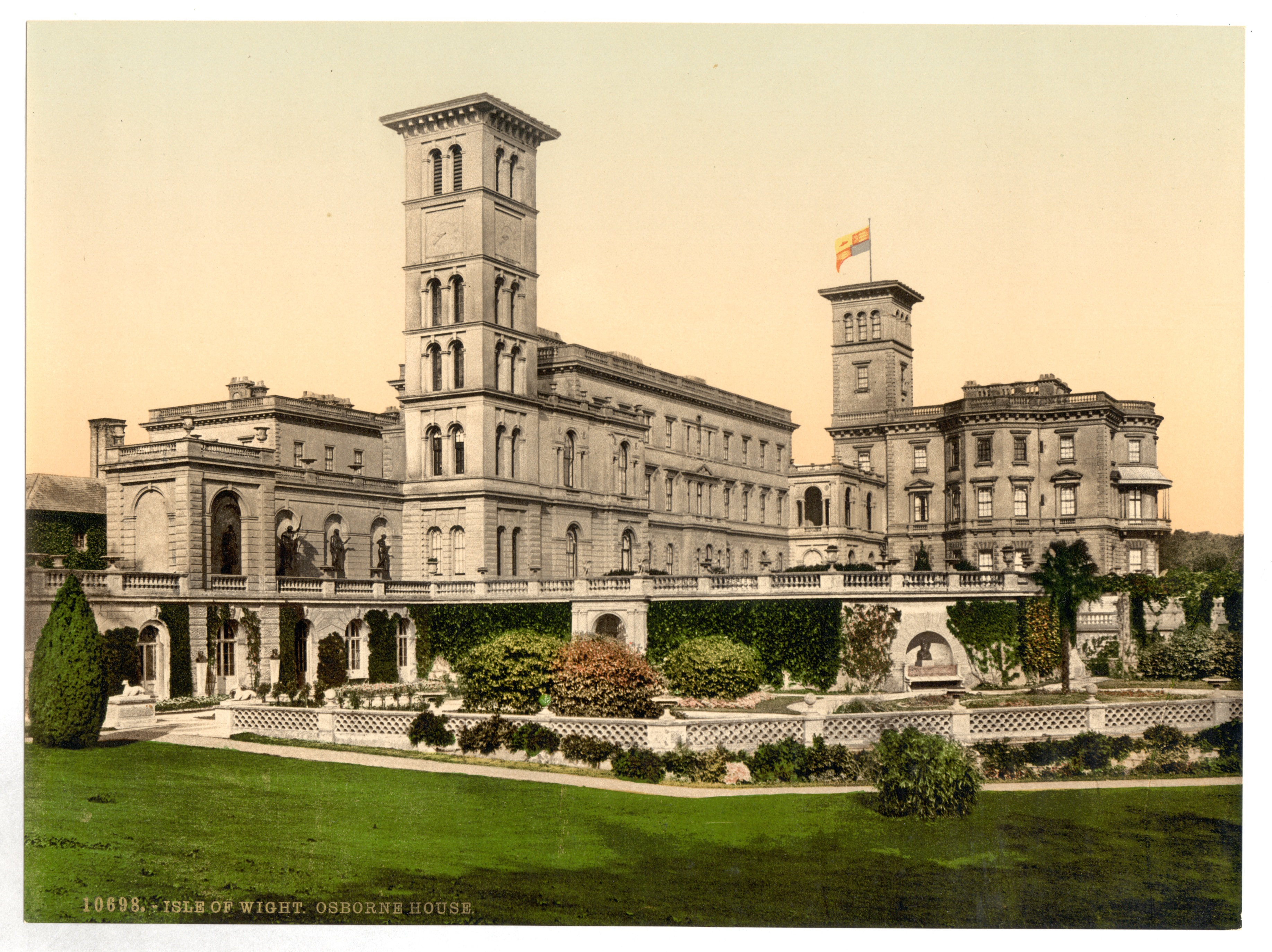
1905年のオズボーン・ハウス

1861年のアルバート公の病死後、思い出のあるオズボーン・ハウスはヴィクトリアの気に入りの家であり続けた。未亡人となってからのヴィクトリアは、クリスマスをオズボーンで過ごした。グリエルモ・マルコーニは、のちにオズボーンに滞在中のヴィクトリアへ、最初のラジオ・メッセージを送信した。当時、ヴィクトリアの長男アルバート（のちのエドワード7世）がサンドリンガム・ハウスで重態となっていた。
1901年にヴィクトリアが崩御すると、エドワード7世はオズボーンを国に寄付した。彼（と、オズボーンに居住していたベアトリス王女一家を除く、イギリス王室）は、オズボーンを近づきがたい白象のように見ていた。新王は自分の田舎の邸宅としてサンドリンガム・ハウスを所有しており、彼は島で独居するより余暇を射撃やレースで過ごす方を好んだ。オズボーンは、第一次世界大戦中、士官の回復期患者療養所として使われた。ロバート・グレーヴズとA・A・ミルンは患者としてここに滞在していた。
建物の賛美者には、ヴィクトリアの孫であるドイツ皇帝ヴィルヘルム2世がいた（ヴィクトリアが亡くなった際に呼び寄せられていた）。また、戦後の自分の隠遁所にしたいと考えていたナチス・ドイツの総統アドルフ・ヒトラーは、第二次世界大戦中にオズボーンを狙った爆撃指示を出さなかった。

## オズボーン海軍幼年学校
1903年、オズボーン・ハウスの一部はオズボーン海軍幼年学校 (イギリス)となった。本校には13歳前後で入校し、卒業後はデヴォン州のブリタニア海軍兵学校でも続いた。本校は1921年に閉校し、同年4月9日に最後の生徒が卒業した。 
本校の卒業生には、ヴィクトリアの曾孫エドワード8世とジョージ6世、ケント公ジョージ、ルイス・マウントバッテンがいる。その他には、ジェームス・マシュー・バリー卿が『ピーターパン』のモデルとしたルーウェリン＝デイヴィス兄弟の一人ジャックがいる。
本校の閉校に伴い、オズボーン・ハウスは博物館となっている（1990年代後半まで退役軍人のための施設となっていた翼廊を除く）。

## 現在のオズボーン
ヴィクトリア女王の死後すぐ、パヴィリオン翼の上階は王室だけの使える私立美術館となった。女王が残していったままの状態に完全に保存されていた。1階の一部は20世紀初頭に一般公開され、1954年にはヴィクトリアの寝室と私室が初めて一般に公開された。今日、オズボーンは大体において、女王の夏の離宮としてのかつての荘厳さを取り戻している。

## イングリッシュ・ヘリテッジ
オズボーンは現在イングリッシュ・ヘリテッジの所有となっている。一般公開は春から秋の間である。かつての海軍兵学校のクリケット・パヴィリオンは2004年にホリデイ・コテージとなった。

## 参照
1. ↑  The Times, 2 February 1921.